# Ex palazzo della Biblioteca Provinciale di Potenza
L'ex palazzo della Biblioteca Provinciale di Potenza è un edificio storico del capoluogo lucano situato nel centro storico, in corso Garibaldi. È considerato uno dei simboli della cultura umanistica della Città.

## Storia
L'edificio fu costruito per rispondere all'esigenza, emersa già nel Piano regolatore generale comunale di Potenza del 1928, di dotare la Città di una sede centrale moderna e consona per una importante istituzione culturale quale la Biblioteca provinciale. L'idea originale ne prevedeva la collocazione in Piazza Mario Pagano, ma successivamente si decise di situarlo in una zona leggermente più decentrata, ovvero l'inizio di corso Garibaldi. L'appalto per la costruzione venne vinto nel 1936 dalla Cooperativa Muratori e Cementisti di Ravenna, con progetto di Ernesto Puppo, grande architetto dell'epoca, esponente del Futurismo e tra i fondatori del Movimento di Architettura Razionale. La direzione tecnica dei lavori fu affidata all'ingegner Mario Andreoli, che dovette affrontare problemi legati, tra le altre cose, alla particolare topografia della zona ed anche alla scarsa disponibilità di materiale da costruzione di qualità adeguata; le difficoltà tecniche portarono quindi a diverse variazioni del progetto iniziale. Dopo la costruzione durata dal 1937 al 1939 e l'inaugurazione del 1940 il palazzo ospitò non solo la Biblioteca, ma anche la sede dell'Archivio di Stato e, fino agli anni settanta, gli uffici del Provveditorato agli Studi. La struttura risulta inagibile a partire dal terremoto del maggio 1990; la sua ristrutturazione, rallentata a causa di un lungo iter burocratico, è ancora in fase di completamento, avvenuto il quale l'Archivio di Stato di Potenza prevede di utilizzare il palazzo come sua nuova sede.

## Architettura

### Ispirazioni stilistiche
I primi bozzetti progettuali portano a pensare che la fonte di ispirazione dell'architetto sia stato il progetto del 1931 della Biblioteca Nazionale Svizzera a Berna, degli architetti Alfred Oeschger, Emil Hostettler e Josef Kaufmann.
Le stanze aperte al pubblico sembrano aderire al concetto di habitat di Sigfried Giedion, con grandi trasparenze, luce naturale diffusa, ampiezza degli spazi.
Il progetto del palazzo dell'ex Biblioteca Provinciale di Potenza può essere comparato con quello di un'opera successiva dello stesso Puppo: il Banco de Trabajo Ítalo-Latinoamericano di Montevideo.

### Descrizione
L'edificio appare come un compatto raggruppamento di tre volumi differenti che si intersecano tra loro richiamando la forma di un fascio littorio schematizzato; tale compattezza ne permette l'integrazione con le cortine murarie preesistenti, con il più alto ed imponente dei tre volumi, di cinque piani più alto degli altri due, che appare come la trasfigurazione di una torre di avvistamento.
L'esterno di uno dei blocchi è rivestito con lastre marmoree, mentre per il resto si è utilizzato l'intonaco. Sulla sommità della torre vi sono dei bassorilievi decorativi che rappresentano sette aquile imperiali, mentre non sono più presenti, sul lato più corto della torre, le raffigurazioni di tre fasci littori. I pilastri, integrati nella facciata, non sono sporgenti come invece accade ad esempio nelle opere di Le Corbusier. La disposizione e la tipologia delle finestre è molto variegata per i tre corpi del palazzo: i moderni finestroni sono disposti a coppie, a file di tre, oppure nel corpo più alto formano delle file continue, come in un moderno grattacielo. Le asole vetrate della facciata principale della torre, le finestre a nastro sul fronte principale, le grandi masse murarie contrapposte alle vaste aperture contribuiscono a conferire all'opera una grande eleganza compositiva e fanno percepire la modernità del linguaggio architettonico utilizzato.
L'organizzazione interna degli spazi è molto ordinata e rigorosa, contrapponendosi alla varietà geometrica dell'esterno. Dall'ingresso principale si accede subito ad una scala monumentale, arricchita da un mosaico originale dell'epoca, la quale consente di raggiungere le varie parti dell'edificio. Il più basso dei tre corpi di fabbrica ospita un auditorium, oltre alle sale di lettura. Molta attenzione è stata posta dall'architetto alla illuminazione di queste ultime, progettando e studiando l'integrazione dei contributi delle fonti di luce naturali ed artificiali della struttura e conseguentemente disponendo le aperture vetrate, dando anche molta importanza alla luce diffusa dal soffitto. Altra particolarità è che le misure delle sale interne siano un multiplo della distanza tra gli assi degli scaffali, che è pari a 1,52 metri: nel deposito di libri questa è la distanza tra i pilastri, nella zona uffici raddoppia e diventa 3,04 metri, mentre nelle sale di lettura si triplica a 4,56 metri. Il corridoio di collegamento tra i vari corpi della struttura è stato pensato anche per poter ospitare mostre ed esposizioni temporanee.